# Dalkola
Dalkola är en ort i Indien.   Den ligger i distriktet Uttar Dinajpur och delstaten Västbengalen, i den östra delen av landet, 1 100 km öster om huvudstaden New Delhi. Dalkola ligger 44 meter över havet och antalet invånare är 15 285.
Terrängen runt Dalkola är mycket platt. Runt Dalkola är det tätbefolkat, med 735 invånare per kvadratkilometer. Dalkola är det största samhället i trakten. Trakten runt Dalkola består till största delen av jordbruksmark.